# Club Balonmano Alarcos Ciudad Real
El Club Balonmano Alarcos Ciudad Real es un club de balonmano de Ciudad Real, que fue fundado en 2013 tras la desaparición del Atlético de Madrid ese mismo año y que actualmente juega en Primera Nacional.